# Håret viol
Håret viol (Viola hirta) er en 5-15 cm høj plante i viol-familien. Arten ligner martsviol, men bladene er smalt hjerteformede og hele planten er mere eller mindre tæt håret. I Danmark findes håret viol hist og her på Øerne i skovlysninger, mellem krat og på skrænter.